# حزب العدالة الهندي الماليزي
حزب العدالة الهندي الماليزي (بالملايوية: Parti Keadilan India Malaysia)‏، (بالتاميلية: மலேசிய இந்திய நீதிக் கட்சி)‏ هو حزب سياسي يمثل الجالية الهندية في ماليزيا. إنه حزب جديد نسبيًا وكان من بين آخر 20 حزبًا جديدًا معتمدًا من قِبل مسجل المجتمع (RoS)، وقد حصل على تصريح للعمل كحزب سياسي في عام 2013. الحزب يوالي باريسان ناسيونال حتى أنه شارك في الحملة الانتخابية لصالحه في الانتخابات العامة الماليزية عام 2018. يرتبط الحزب ارتباطًا وثيقًا بأحمد زاهد حميدي، نائب رئيس مجلس إدارة الائتلاف آنذاك.

## رابط خارجي
- حزب العدالة الهندي الماليزي  على فيسبوك.